# Chiesa di Santa Croce (Ravenna)

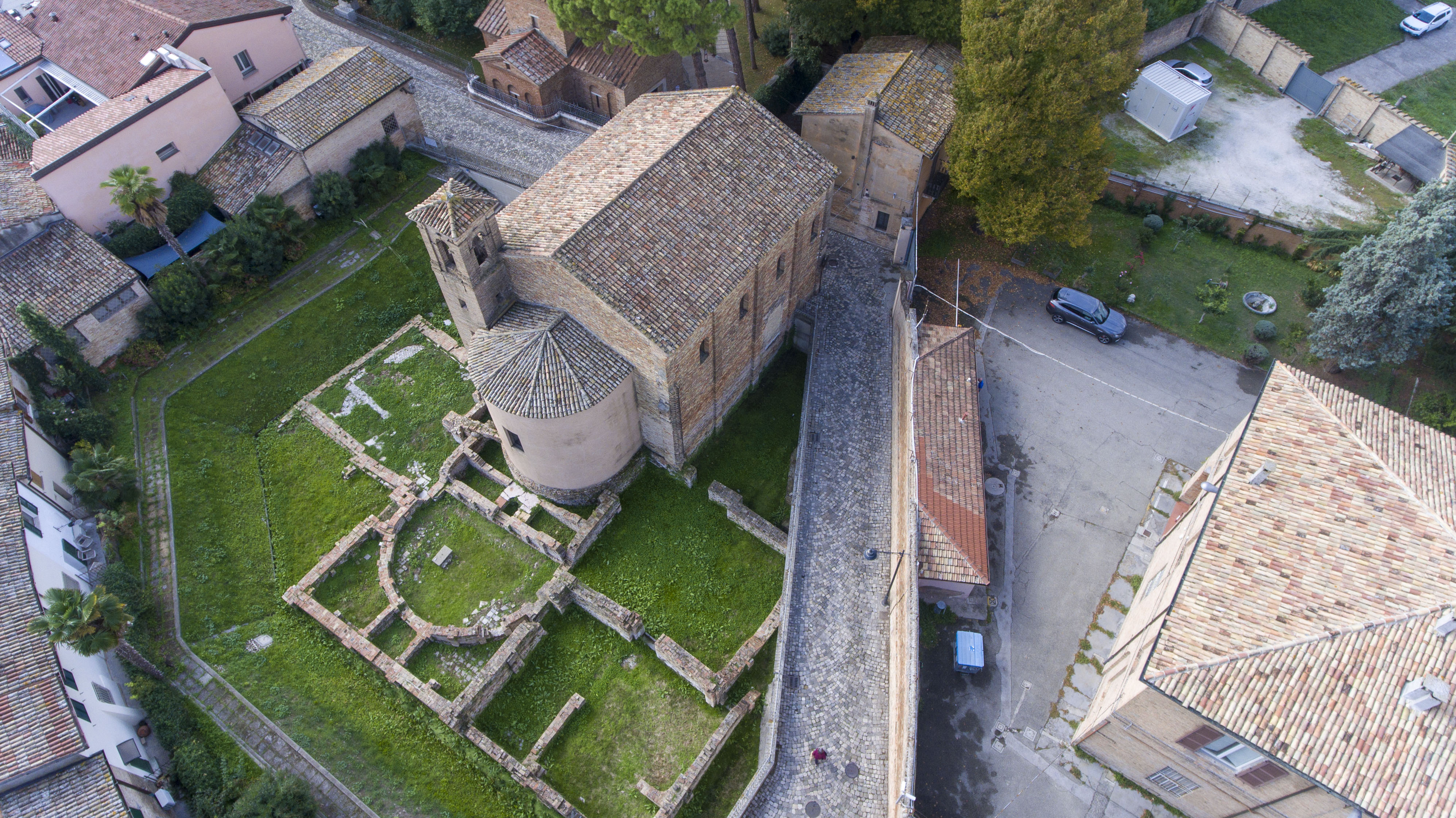
In uno dei settori urbani più ricchi della città di Ravenna, posto all’angolo nord-est dell’area intramuranea, si trova un ampio scavo archeologico a cielo aperto, non molto noto ai ravennati e non sempre visitato dai turisti. Il grande anfiteatro che si apre fra le case private e le chiese di S. Vitale e S. Maria Maggiore, è dominato da una chiesetta moderna prospiciente lo stradello sul quale si affaccia anche il piccolo oratorio detto mausoleo di Galla Placidia.

La chiesa di Santa Croce è una chiesa edificata a Ravenna dall'imperatrice romana Galla Placidia; tra il tardo XIV secolo e l'inizio del XVII secolo l'imponente chiesa fu mutilata di alcune sue parti. Il cosiddetto mausoleo di Galla Placidia era inizialmente una cappella accessibile dal nartece di questa chiesa, ma le successive demolizioni l'hanno reso un edificio indipendente.

## Storia
Secondo lo storico Agnello, l'imperatrice Galla Placidia eresse a Ravenna due chiese, la chiesa di San Giovanni Evangelista e una chiesa dedicata alla Santa Croce, e riporta una tradizione secondo cui in questa seconda chiesa l'imperatrice pregasse di notte, prostrata sul pavimento in porfido, alla luce delle candele.
La chiesa, posizionata nell'area nord-occidentale della città antica, fu edificata su alcune case del III secolo, ormai in rovina. La data dell'edificazione non è nota, potrebbe risalire al periodo tra il 417 e il 421, quando Galla risiedette a Ravenna col marito Costanzo III, o al periodo successivo al 425, quando l'imperatrice tornò nella capitale d'Occidente. La chiesa rimase immutata fino al tardo XIV secolo, quando i bracci nord e sud furono demoliti; nel tardo XVI secolo fu la volta del nartece, mentre nel 1602 l'edificazione della strada oggi nota come via Galla Placidia richiese la demolizione dei sette metri più occidentali della navata.

## Struttura
La chiesa fu eretta in direzione ovest-est in mattoni riutilizzati. Le mura esterne erano scandite da lesene e, probabilmente, da arcate cieche, come ora è per la cappella meridionale.

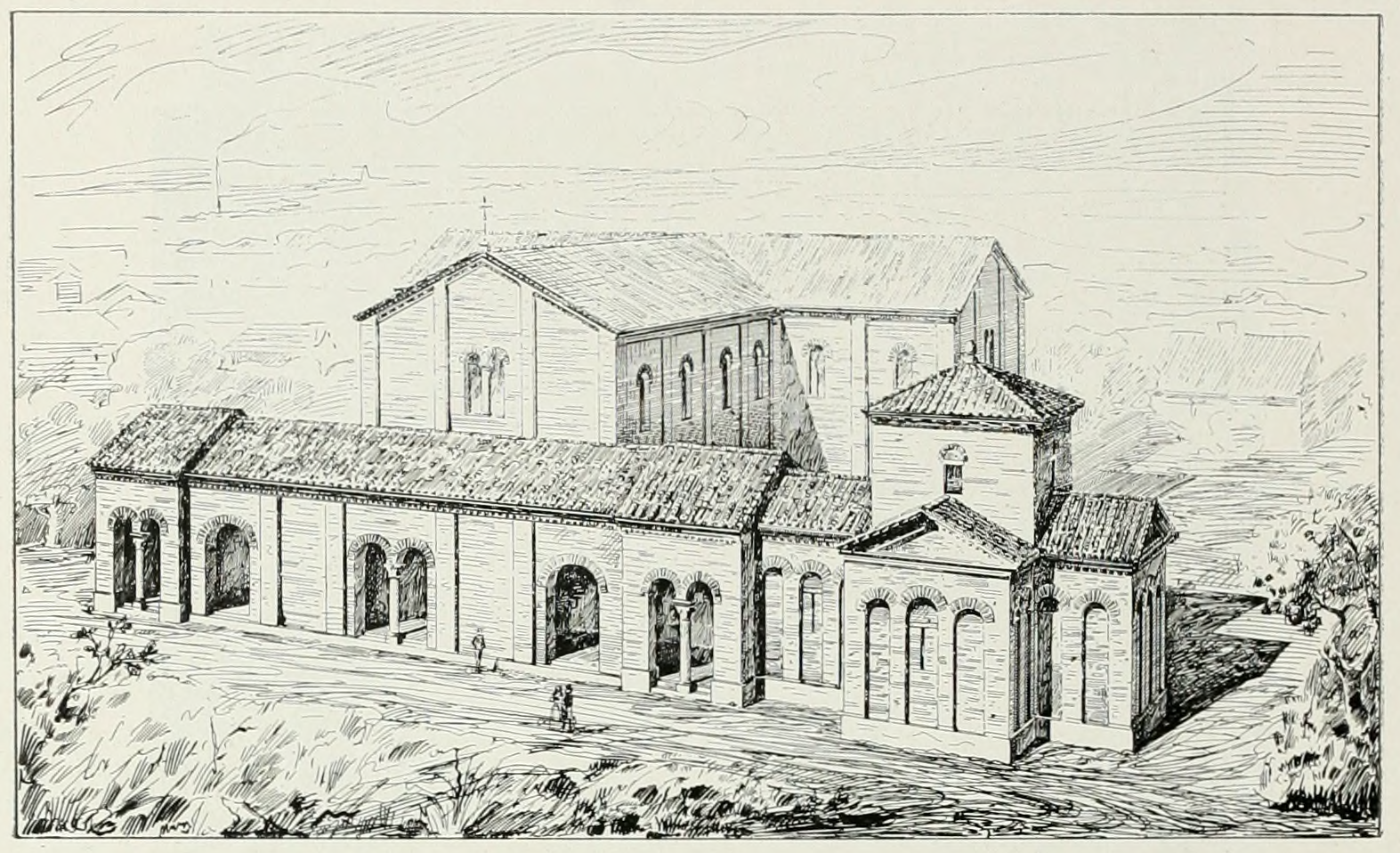
Ricostruzione della chiesa nella sua conformazione iniziale; in primo piano il nartece poi demolito e il mausoleo di Galla Placidia.

La pianta dell'edificio era a croce latina, caso unico per la Ravenna dell'epoca. Si trattava di una scelta di significato simbolico, in quanto anche la Basilica apostolorum e la Basilica virginum di Milano (precedente capitale imperiale) avevano questa forma, per scelta del vescovo Ambrogio da Milano: Ambrogio aveva anche composto un poema sulla Basilica apostolorum in cui aveva collegato la pianta dell'edificio alla forma della croce di Cristo. L'edificio aveva una singola navata larga 11 metri, con un ampio transetto disposto in direzione nord-sud e un nartece; caratteristica singolare della pianta è che non è strettamente rettilinea, con angoli di giunzione delle pareti non ortogonali e con le parti terminali dei transetti distorti. Altra caratteristica peculiare di questa chiesa, di cui esiste un possibile parallelo solo nei passaggi laterali della Basilica virginum, erano i due portici, ampi 4 metri, che correvano paralleli alla navata centrale, sorretti da due file di colonne che andavano da ciascun transetto al nartece; non è noto quale fosse la loro funzione, ma almeno a partire dal VI secolo furono usati per ospitare sepolture, per creare le quali furono praticate delle aperture nel manto musivo a figure geometriche e vegetali.

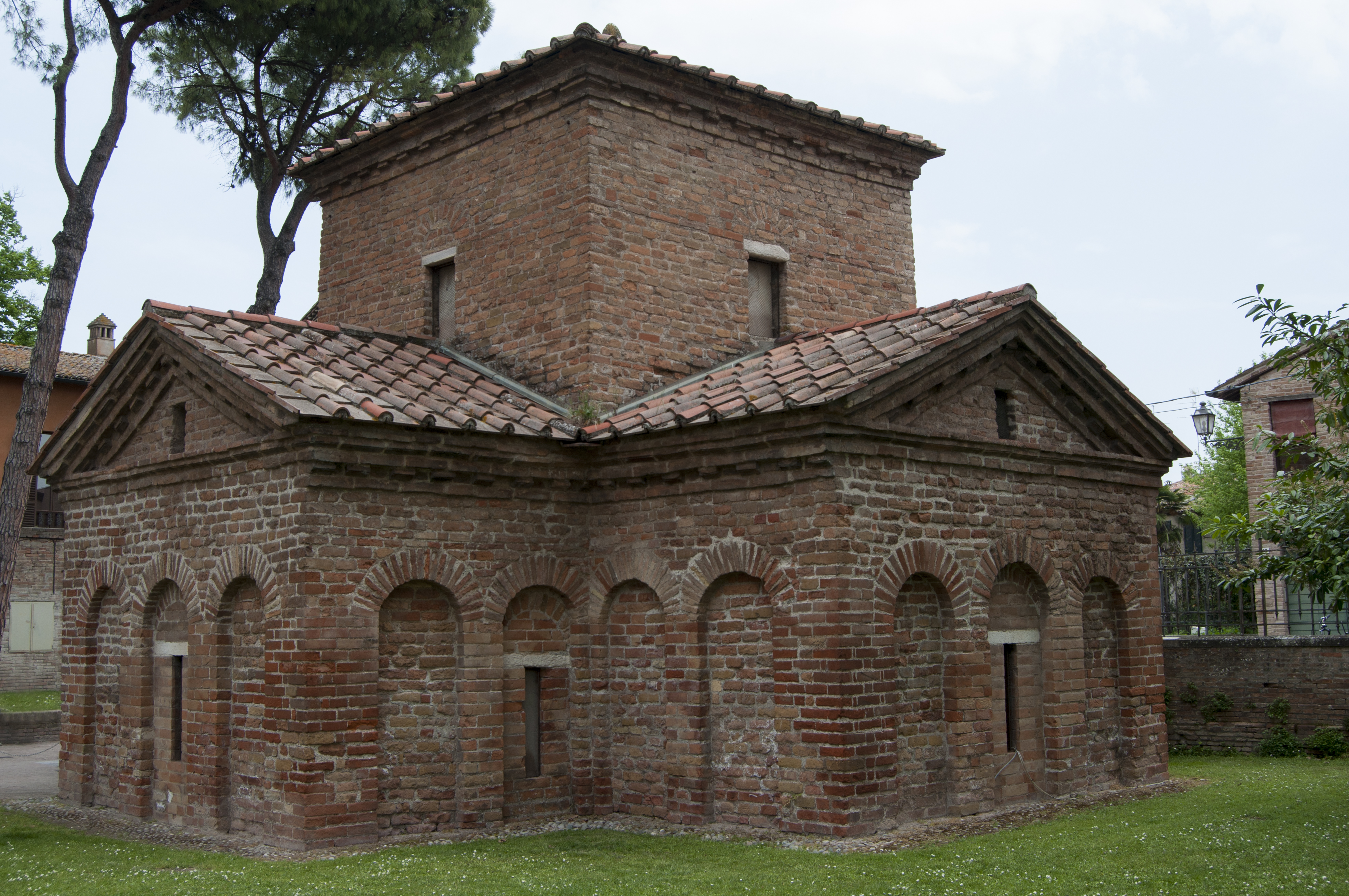
Il mausoleo di Galla Placidia era originariamente una cappella della chiesa di Santa Croce, accessibile tramite il nartece ora distrutto.

Nella parte occidentale c'era il nartece, largo 6 metri e protendentesi per 4 metri oltre la larghezza della navata centrale. Dal lato corto meridionale, attraverso una triplice arcata e un vestibolo, si entrava in una cappella a pianta cruciforme, attualmente distaccata dalla chiesa a seguito delle demolizioni dei secoli successivi e nota come mausoleo di Galla Placidia. La triplice arcata era sostenuta da due colonne poggiate su basi di marmo rosso di Verona, mentre sulle pareti c'erano colonnette di marmo intarsiato. Il mausoleo, alto undici centimetri più del nartece, fu eretto con mattoni e malta differenti da quella chiesa, e quindi fu probabilmente costruito dopo la chiesa stessa. È possibile che vi fosse un'altra cappella disposta simmetricamente rispetto al mausoleo, dall'altro lato del nartece, nella stessa configurazione della chiesa di San Giovanni Evangelista; si potrebbe identificarla con la cappella fatta costruire nei pressi di Santa Croce da Singledia, nipote di Galla, e dedicata a San Zaccaria, ma l'esistenza di tale edificio non ha riscontri archeologici.

## Iconografia

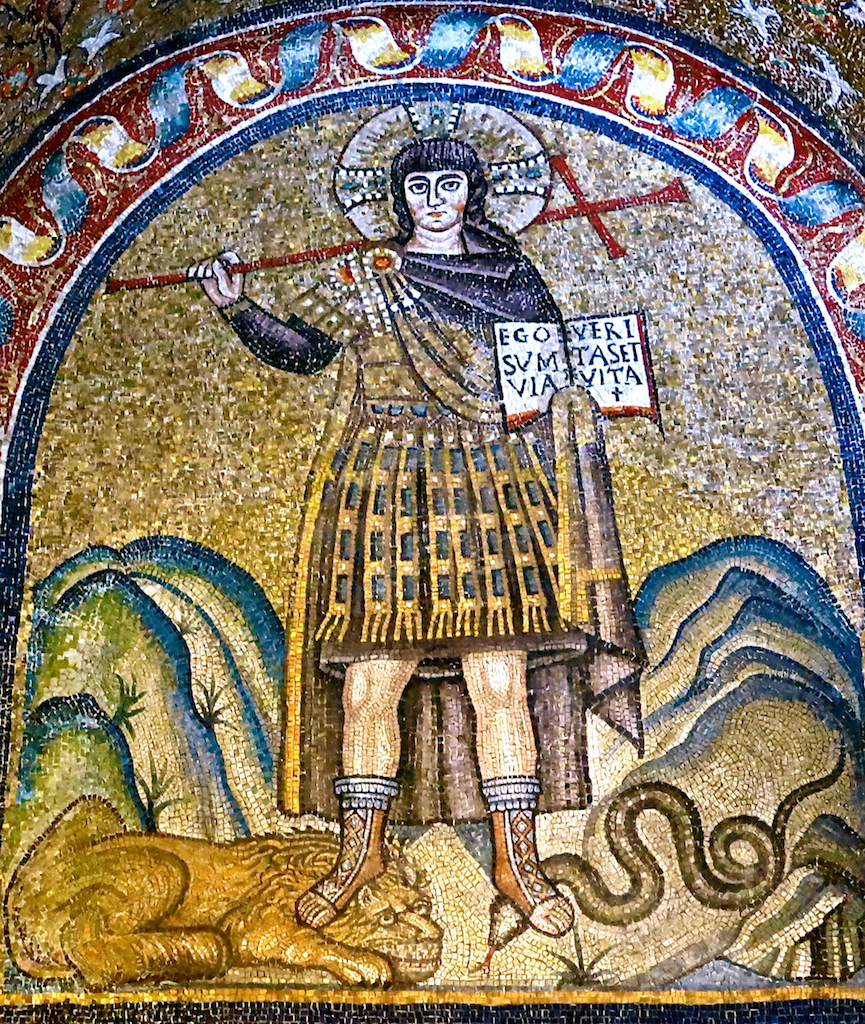
Mosaico della Cappella Arcivescovile di Ravenna raffigurante Cristo trionfante che calpesta un leone e un serpente; un'immagine simile era presente anche all'interno della chiesa di Santa Croce.

Solo una piccola parte dell'iconografia originale della chiesa si è conservata: un'idea generale della ricchezza delle decorazioni può essere data dall'apparato musivo del mausoleo di Galla Placidia, le indagini archeologiche hanno restituito alcuni lacerti musivi, mentre le fonti storiche forniscono un'idea di ciò che è andato perduto.
Il pavimento della chiesa aveva porzioni decorate in opus sectile, oltre a rondelle in porfido, su cui secondo Agnello si sdraiava per pregare Galla Placidia; i muri erano decorati da marmi neri, bianchi e policromi.
Tra le raffigurazioni accertate c'era quella dei quattro fiumi del paradiso, presenti all'ingresso della chiesa; molto probabilmente vi era anche un Cristo trionfante che calpesta un serpente e un leone, un'immagine apocalittica presente anche in altri edifici ravennati del V e VI secolo.

## Significato

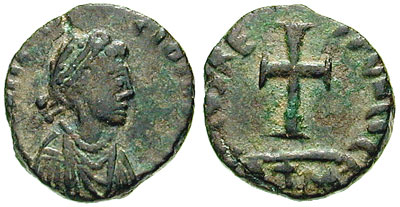
Moneta di Galla Placidia raffigurante al rovescio una croce, probabilmente la Vera Croce.

L'erezione di una chiesa dedicata alla Santa Croce da parte di un'imperatrice della dinastia teodosiana non fu una scelta casuale: il riferimento evidente è la basilica di Santa Croce in Gerusalemme, fatta costruire a Roma da Flavia Giulia Elena, madre dell'imperatore Costantino I e scopritrice della presunta Vera Croce; è evidente come costruendo una chiesa dedicata alla Croce nella nuova capitale imperiale, Galla si associasse alla figura di Elena. L'iconografia della croce aveva infatti una certa importanza anche per Galla, in quanto la figlia di Teodosio aveva finanziato dei mosaici nella basilica della Santa Croce a Roma e utilizzava la croce come simbolo su alcune delle proprie monete.